# میدان هوایی جزیره سان کلمنته
میدان هوایی جزیره سان کلمنته (به انگلیسی: Naval Auxiliary Landing Field San Clemente Island) (به زبان بومی: Frederick Sherman Field) یک فرودگاه نظامی است که یک باند فرود بتن دارد و طول باند آن ۲۸۳۵ متر است. این فرودگاه در کشور ایالات متحده آمریکا قرار دارد و در ارتفاع ۵۶٫۱ متری از سطح دریا واقع شده‌است.